# Dipcadi

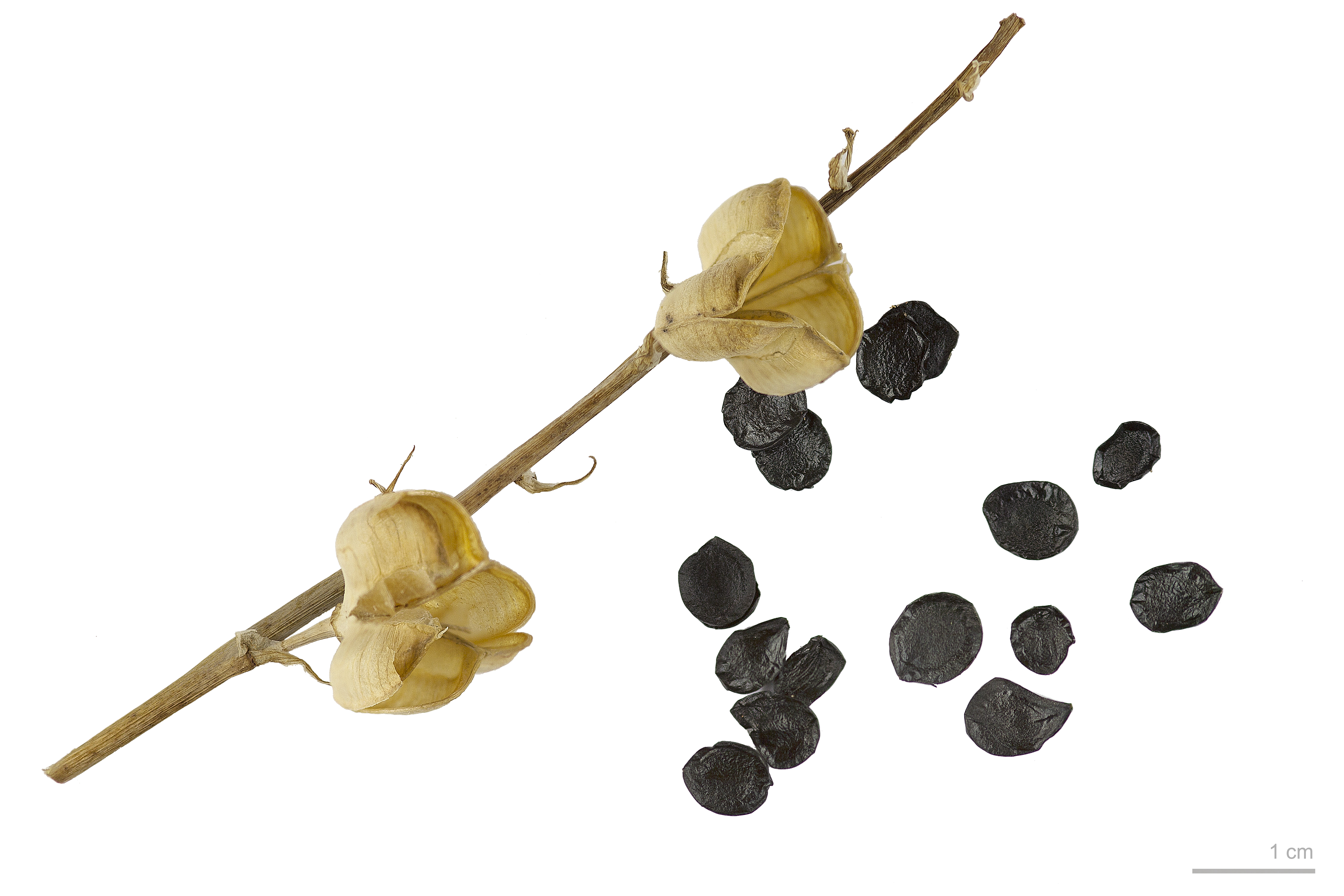
Dipcadi serotinum

Dipcadi är ett släkte av sparrisväxter. Dipcadi ingår i familjen sparrisväxter.

## Bildgalleri

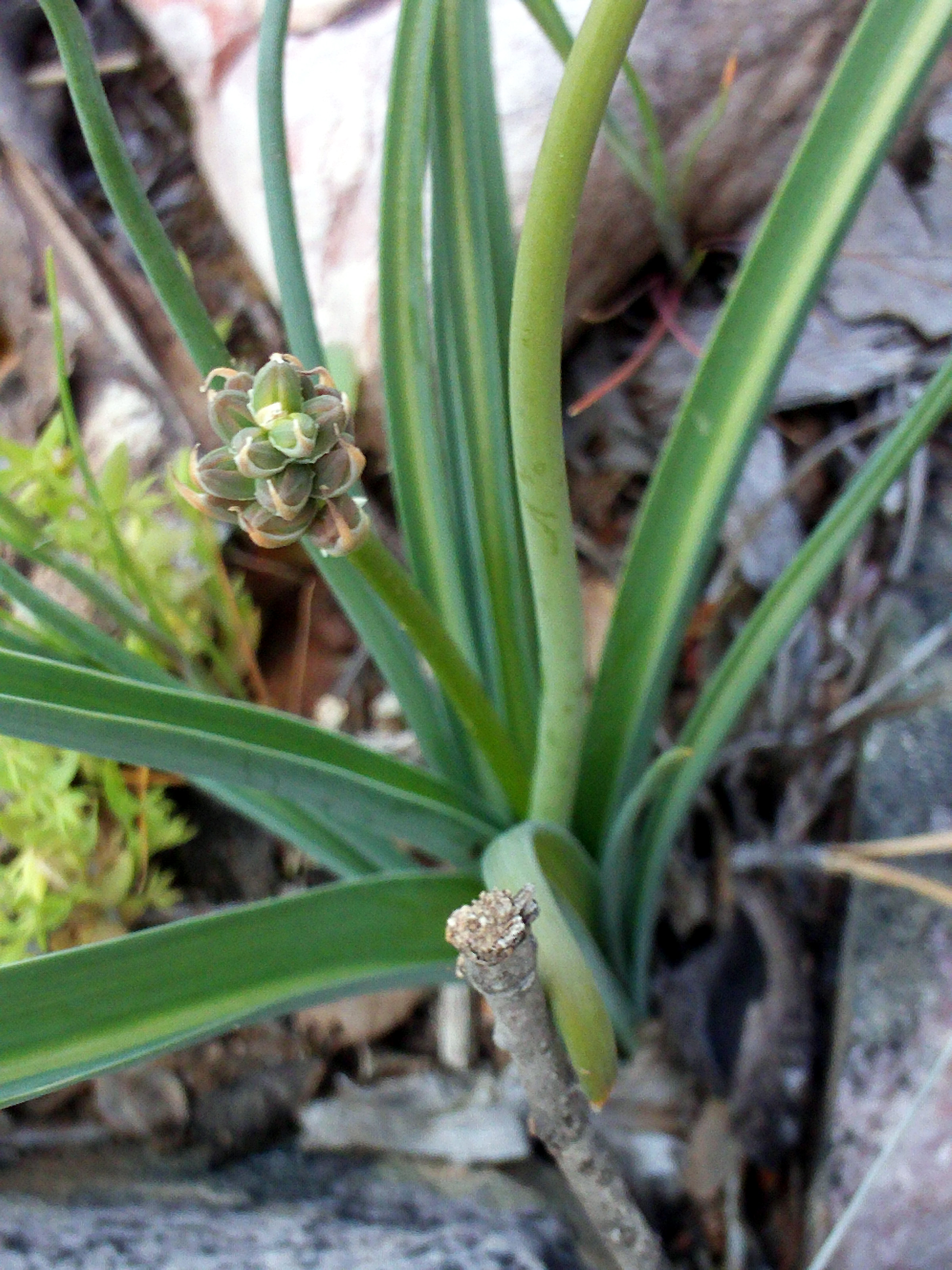
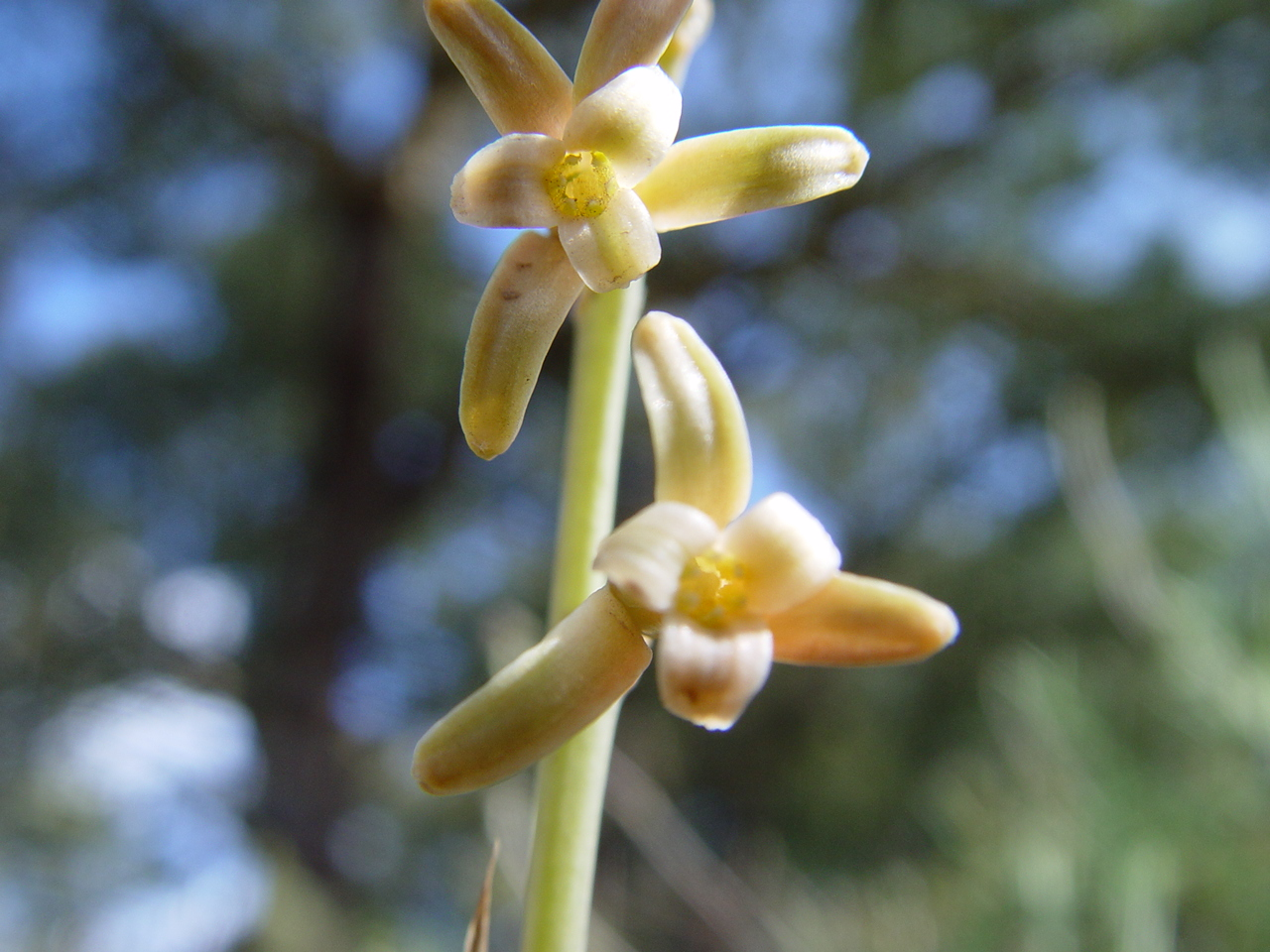

## Dottertaxa tillDipcadi, i alfabetisk ordning[1]
- Dipcadi bakerianum
- Dipcadi balfourii
- Dipcadi biflorum
- Dipcadi brevifolium
- Dipcadi ciliare
- Dipcadi clarkeanum
- Dipcadi concanense
- Dipcadi cowanii
- Dipcadi crispum
- Dipcadi dekindtianum
- Dipcadi erythraeum
- Dipcadi fesoghlense
- Dipcadi garuense
- Dipcadi glaucum
- Dipcadi goaense
- Dipcadi gracillimum
- Dipcadi guichardii
- Dipcadi heterocuspe
- Dipcadi kuriensis
- Dipcadi ledermannii
- Dipcadi longifolium
- Dipcadi maharashtrense
- Dipcadi marlothii
- Dipcadi mechowii
- Dipcadi minor
- Dipcadi montanum
- Dipcadi ndelleense
- Dipcadi oxylobum
- Dipcadi panousei
- Dipcadi papillatum
- Dipcadi platyphyllum
- Dipcadi reidii
- Dipcadi rigidifolium
- Dipcadi saxorum
- Dipcadi serotinum
- Dipcadi susianum
- Dipcadi turkestanicum
- Dipcadi ursulae
- Dipcadi vaginatum
- Dipcadi welwitschii
- Dipcadi viride